# Square Boucicaut
Ne doit pas être confondu avec Jardin Marguerite-Boucicaut.
Le square Boucicaut est un square du 7e arrondissement de Paris.

## Situation et accès
On y accède par la rue de Babylone et la rue de Sèvres.
Il est desservi par les lignes 10 et 12 à la station Sèvres - Babylone.

## Description
D'une superficie de 7 202 m2, il se trouve à l'angle de la rue de Sèvres et du boulevard Raspail, face au magasin Le Bon Marché.
On y trouve des essences rares et un groupe statuaire en marbre réalisé en 1914 par Paul Moreau-Vauthier représentant la femme d'affaires et philanthrope Marguerite Boucicaut et la baronne Clara de Hirsch.
Au sein du square il y a deux aires de jeux, appréciées par les familles : une première destinée aux tout-petits avec mini toboggan et balançoires à ressort, et une deuxième pour les enfants plus grands avec structures de jeux et toboggan.

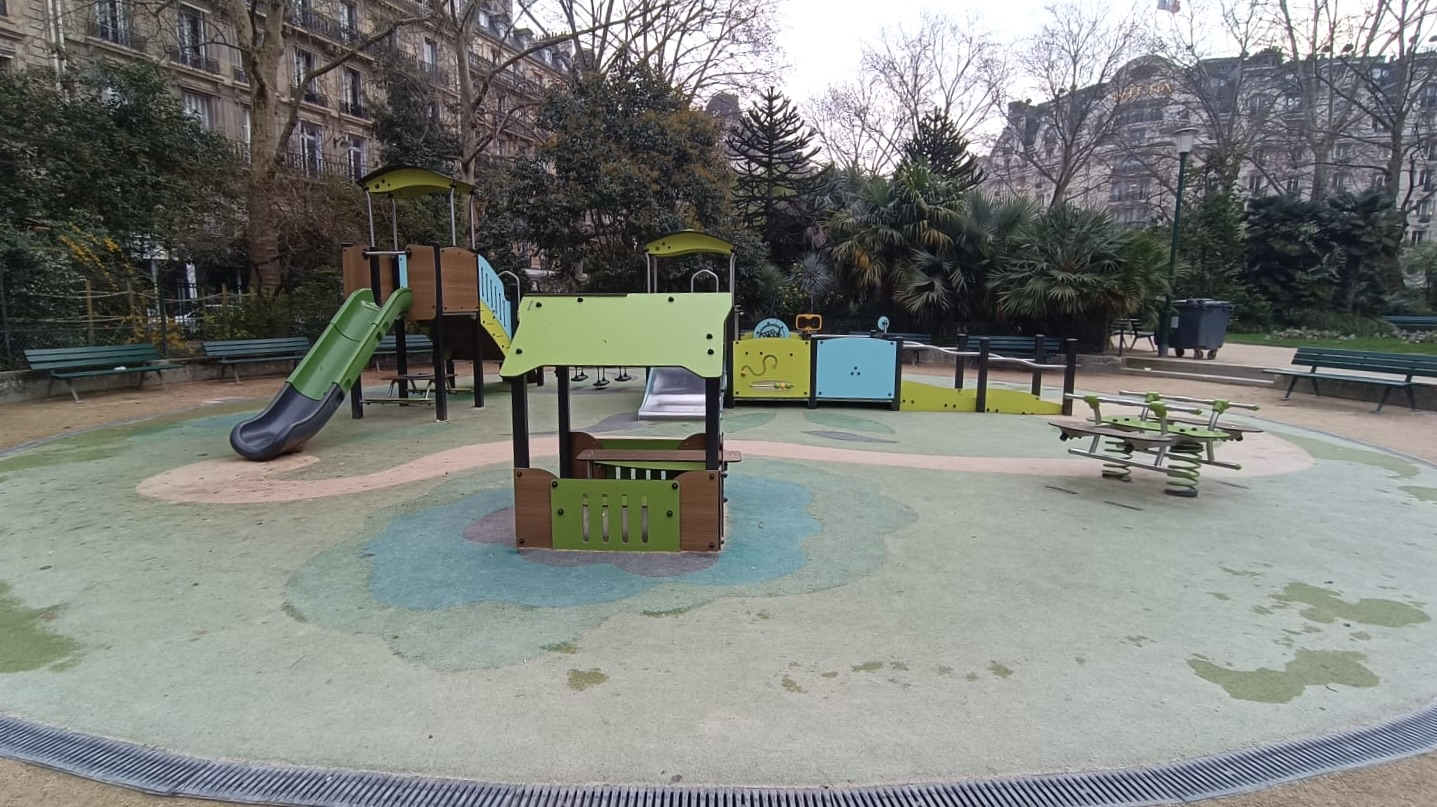
Aire de jeux[1].
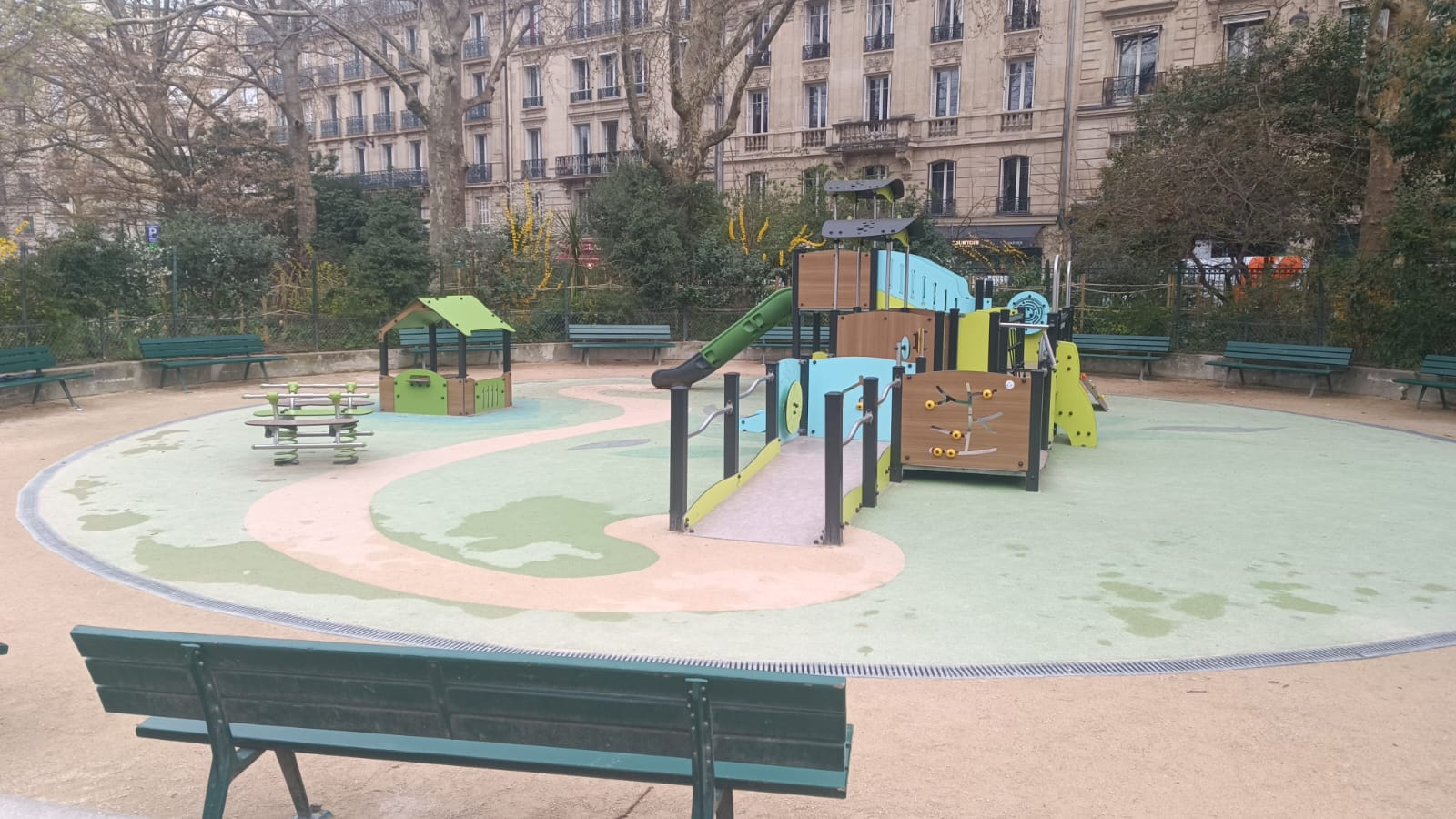
Aire de jeux[1].

## Origine du nom
Il porte le nom d'Aristide Boucicaut fondateur, en 1852, du grand magasin, Au Bon Marché, et époux de Marguerite.

## Historique
Le square a été créé en 1870 sous le nom de « square du Bon-Marché » en raison de la proximité du magasin du même nom. 

Le square Boucicaut, la rue Velpeau et une partie des magasins du Bon Marché sont situés à l'emplacement d'un ancien hôpital pour lépreux, la maladrerie Saint-Germain. Cette léproserie fut remplacée  en 1557 par l'hôpital des Petites-Maisons, devenu en 1801 l'hospice des Petits-Ménages destiné aux vieillards indigents, transféré à Issy-les-Moulineaux en 1863 (actuel hôpital Corentin-Celton).

## Hommage publics
- Le monument aux enfants juifs déportés non scolarisés de l'association pour la mémoire des enfants juifs déportés du 7e arrondissement est situé dans le square[4].
- L'allée centrale du jardin est nommée allée Pierre-Herbart, en hommage à l'écrivain et héros de la Résistance qui vivait près du square[5].
- Le square, face à l'hôtel Lutetia (dont l'histoire est liée au retour des rescapés des camps de concentration nazis), est un lieu de commémoration officiel de la Résistance et de la mémoire de la Shoah du 7e arrondissement de Paris et accueille des cérémonies[6].

Le 30 janvier 2024, il est inauguré un monument rendant hommage aux animaux morts pendant les guerres, en particulier la Première Guerre mondiale, car c'est à proximité sur le boulevard Raspail, qu’a été retrouvé fin août 1914 le chien Vitrier, « affaibli, revenant du front, ayant perdu la trace du 26e bataillon (…) auquel il était rattaché ». Le monument a été créé par Gérard Collin-Thiébaut.

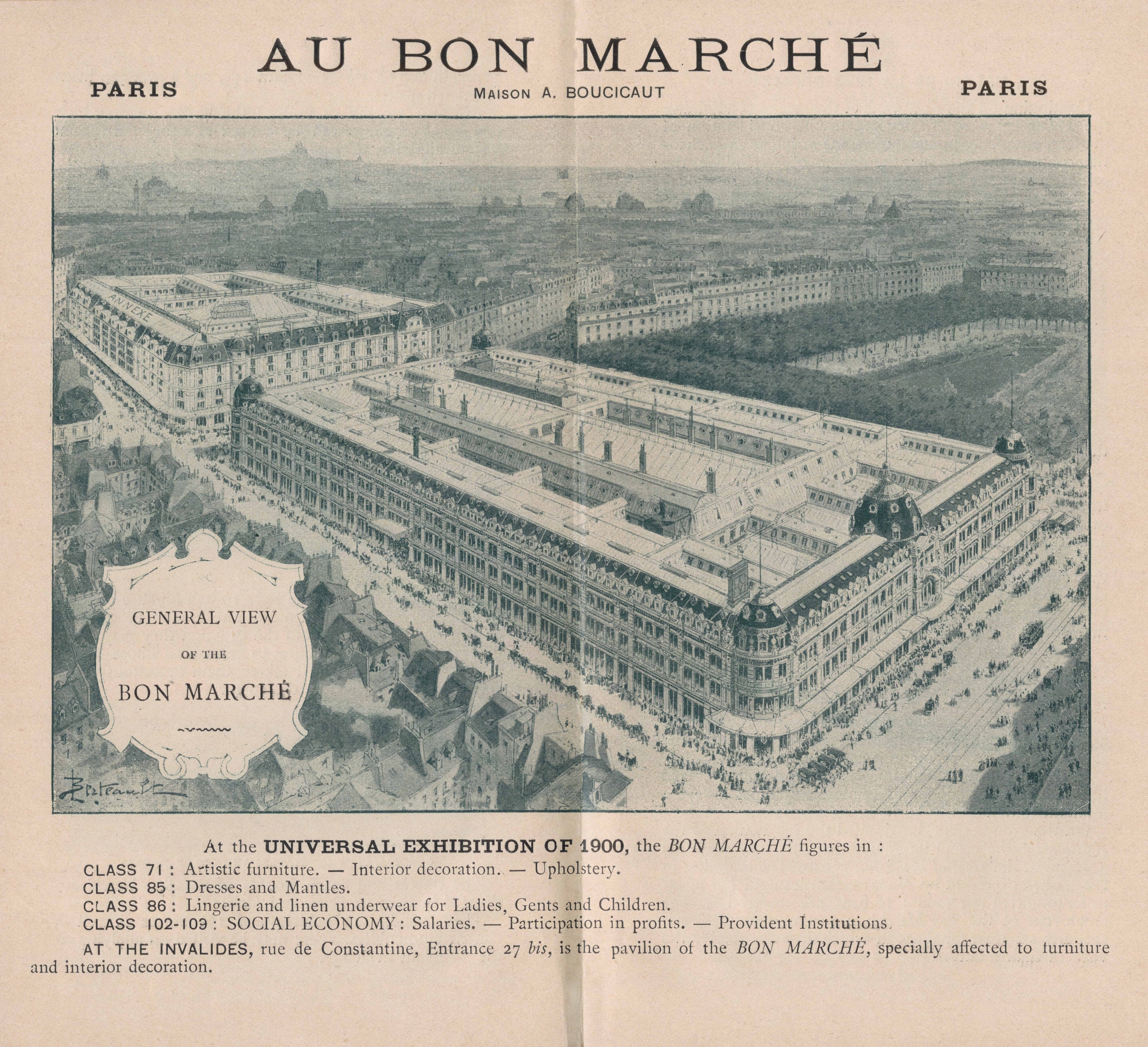
Le square en arrière-plan, sur une publicité en 1900.
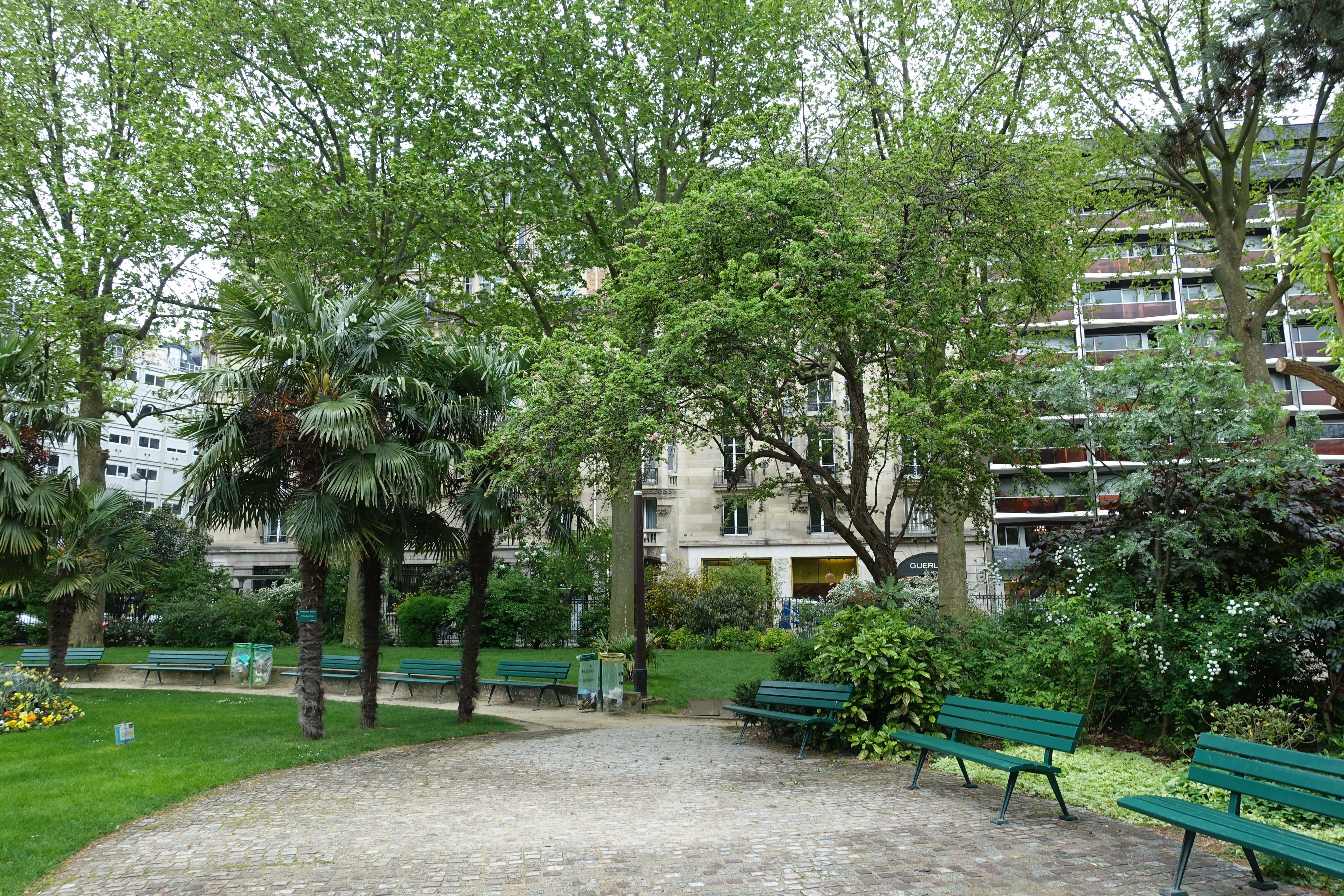
Allée.
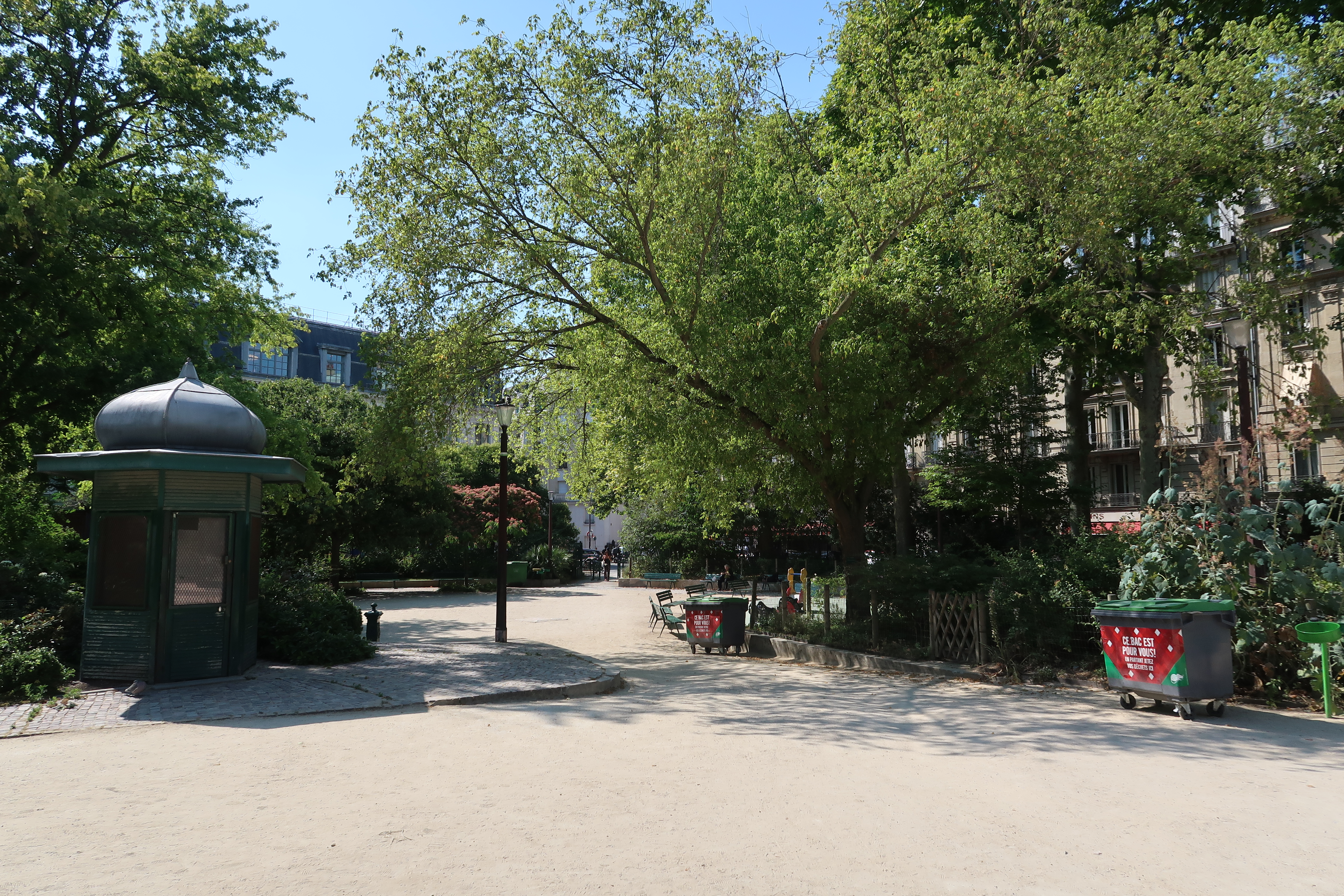
Allée.
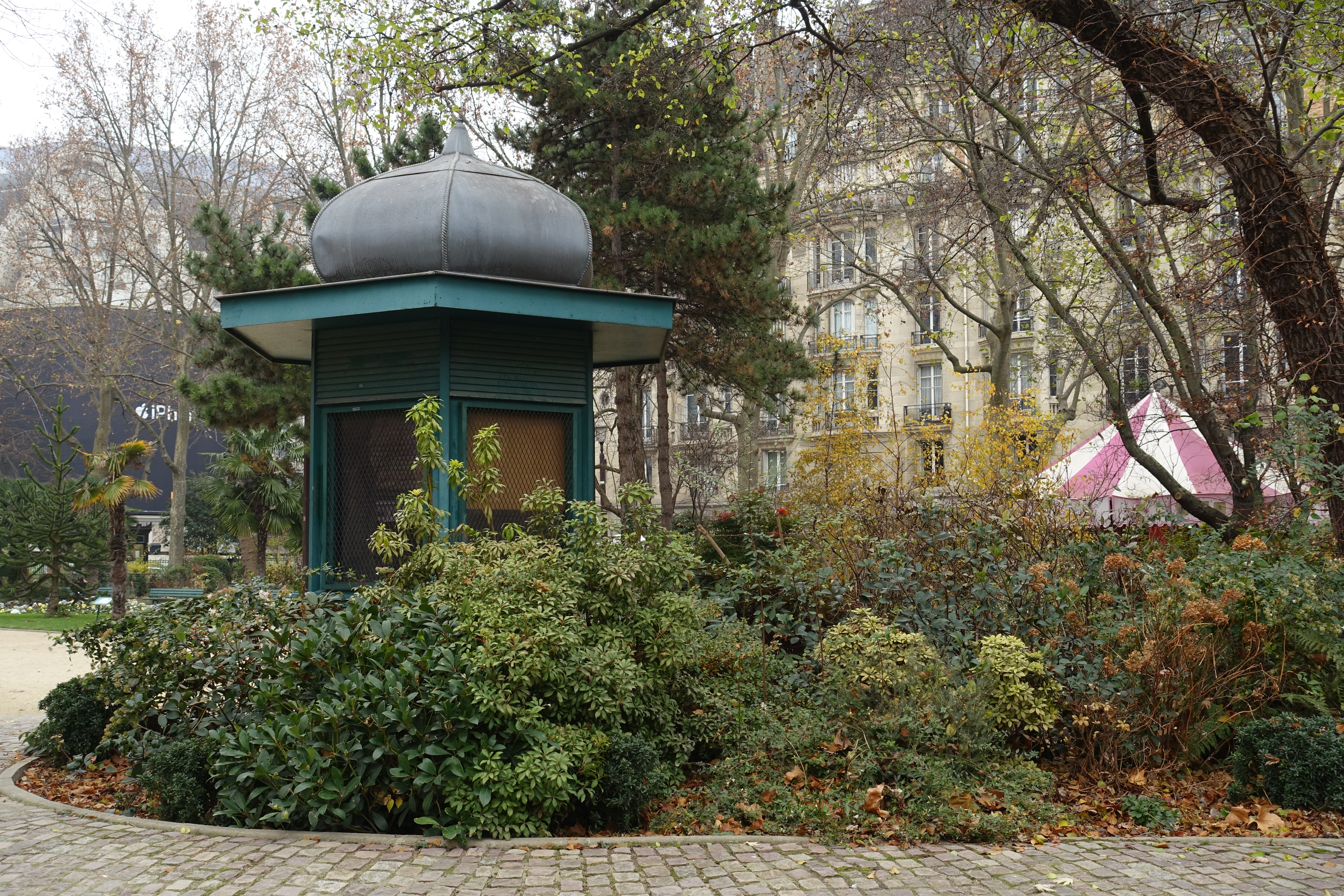
Kiosque.
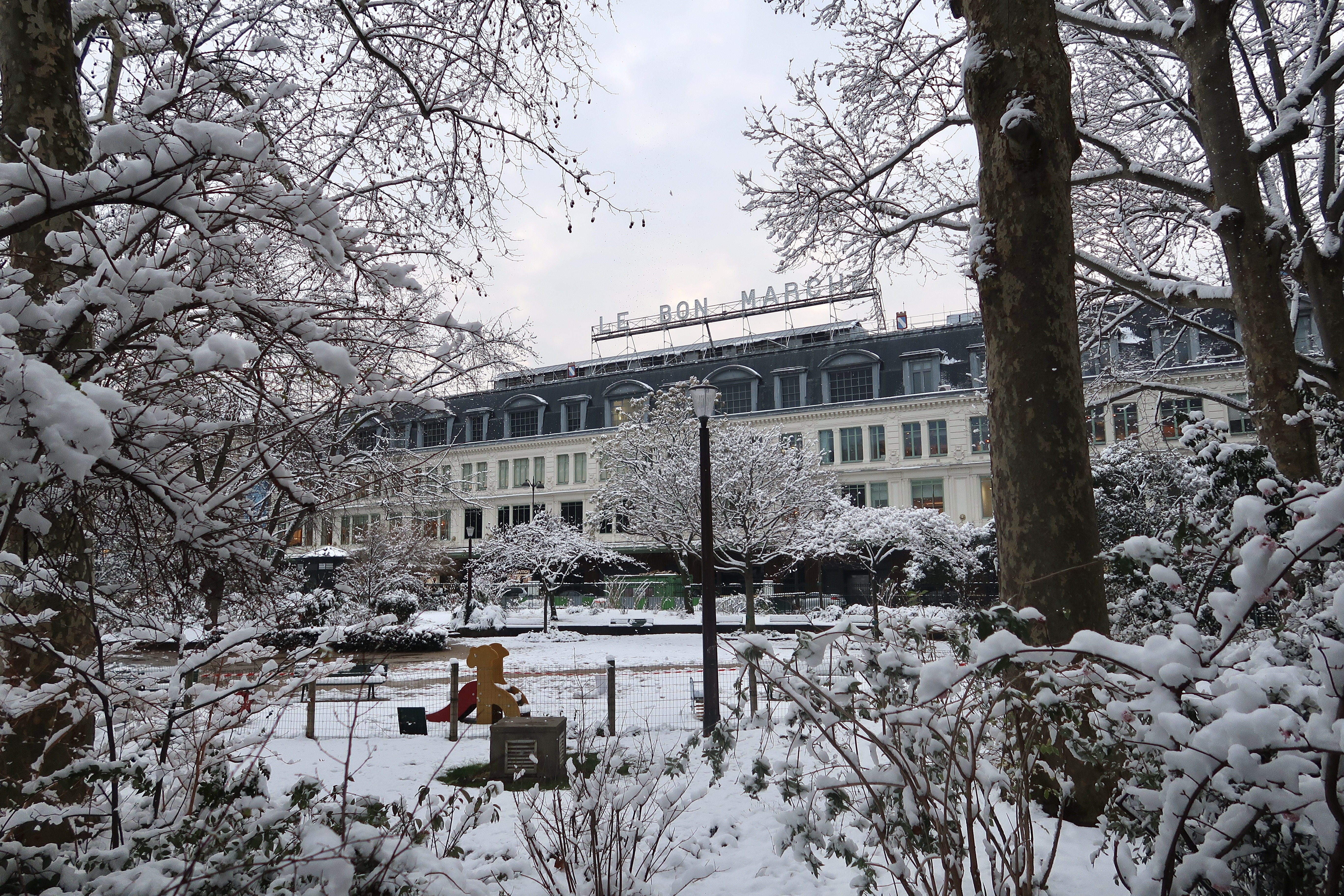
Sous la neige.

Il ne faut pas confondre ce square avec le jardin Marguerite-Boucicaut situé dans le 15e arrondissement, près de la rue Marguerite-Boucicaut.